# 奧地利駐臺代表列表
本列表為奥地利駐中華民國（臺灣）歷任公使與代表名錄。雙方已無正式外交關係。

## 邦交時期

### 奧匈帝國
1912年1月1日，中華民國成立。1913年10月6日，由奧地利帝國與匈牙利王國在1867年合組的「奥匈帝国」承認中華民國，於首都北京設立公使館並派駐公使，由駐前大清公使訥色恩繼續擔任。
1914年7月，第一次世界大战發生後，中華民國於1917年8月14日對奧匈帝國宣戰並斷交。（1918年，奧匈帝國解體成奧地利、匈牙利與其他國家。）

### 奧地利
1919年1月，巴黎和会召開後，中華民國與奧地利第一共和國於9月10日簽署和約，恢復邦交，但奧地利未派駐公使。
1938年3月13日，德國吞併奧地利後，邦交再次中斷。
1946年7月6日，中華民國恢復承認奧地利。1948年2月，奧地利恢復派駐公使，由施德復（Felix Stumvoll）擔任。1949年底中華民國政府遷台後，奧地利未再派駐公使。
1965年2月，奧地利外交部遠東事務主管梅葉哈鼎（Anton Mayr-Harting）抵臺訪問時認為兩國間的邦交並未斷絕，只是「暫時停頓」。
1971年5月28日，奧地利與中华人民共和国建立大使級外交關係，並與中華民國斷交，中華民國政府表示「深以為憾」。

## 無邦交時期

### 代表機構
1980年12月13日，奧地利於中華民國首都臺北設立奧地利商務代表團臺北辦事處（Austrian Trade Delegation, Taipei Office）。1995年8月28日，更名為奧地利商務代表辦事處（Austrian Trade Delegation）。
1997年，另設奧地利觀光處（Austrian Tourism Office）。2002年，更名為奧地利商務代表辦事處觀光組（Austrian Trade Delegation, Travel Section）。2004年，回復原名稱。2009年，再更名為奧地利台北辦事處作為在臺的正式代表機構。

### 奧地利臺北辦事處處長（1997年至今）
| 姓名   | 姓名（德文） | 到任              | 離任             | 外交職務                                                                |
| ------ | ------------ | ----------------- | ---------------- | ----------------------------------------------------------------------- |
| 郭思晴 |              | 1998年2月前已在任 | 2001年1月仍在任  | 奧地利觀光處處長／奧地利商務代表辦事處觀光組處長 處長（Director），下同 |
| 白賀柏 |              | 2003年            | 2006年12月仍在任 | 奧地利商務代表辦事處觀光組處長／奧地利觀光處處長 處長                   |
| 施盼蘭 |              | 2007年            | 2008年12月仍在任 | 處長                                                                    |
| 柴樂   |              | 2009年            | 2010年           | 奧地利臺北辦事處副處長 代理處長（Acting Director）                      |
| 葛智   |              | 2010年            | 2013年12月仍在任 | 奧地利臺北辦事處處長 處長                                               |
| 毛艾彬 |              | 2014年8月1日      | 2018年12月仍在任 | 處長                                                                    |
| 陸德飛 |              | 2019年3月1日      | 2024年8月        | 處長                                                                    |
| 何士誠 |              | 2024年9月2日      | 現任             | 處長                                                                    |

### 奧地利商務代表辦事處商務代表（1980年至今）
| 姓名          | 姓名（德文） | 到任               | 離任             | 外交職務                                                    |
| ------------- | ------------ | ------------------ | ---------------- | ----------------------------------------------------------- |
| —             | —            | —                  | —                | —                                                           |
| 蒲華德        |              | 1988年已在任       | 1992年10月仍在任 | 代表 主任（Director）                                       |
| 聶諾培        |              | 1993年10月前已在任 | 1994年10月仍在任 | 代表（Representative）                                      |
| 羅英          |              | 1995年9月前已在任  | 2001年1月仍在任  | 代表 代表（Trade Representative）                           |
| 毛瑞之        |              | 2002年             | 2008年12月仍在任 | 商務代表（Trade Representative） 商務代表（Trade Delegate） |
| 赫福勒 賀福勒 |              | 2009年             | 2012年12月仍在任 | 商務代表 商務代表（Director），下同                         |
| 傅詩元        |              | 2013年9月1日       | 2019年12月仍在任 | 商務代表                                                    |
| 歐賀曼        |              | 2020年9月4日       | 現任             | 商務代表                                                    |

## 外部連結
- 奧地利臺北辦事處（Facebook）
- 奧地利商務代表辦事處（Facebook）